# Expedition 11
L'Expedition 11 è stato l'undicesimo equipaggio della Stazione spaziale internazionale.
L'astronauta italiano Roberto Vittori fece parte della Expedition 11 a bordo della Soyuz TMA-6 e rientró sulla Terra il 24 Aprile 2005 con la Expedition 10 a bordo della Soyuz TMA-5, dopo aver trascorso una settimana a bordo della Stazione Spaziale Internazionale.

## Equipaggio
| Ruolo             | Aprile – Ottobre 2005                 |
| ----------------- | ------------------------------------- |
| Comandante        | Sergej Krikalëv, Roscosmos Sesto volo |
| Ingegnere di volo | John Phillips, NASA Secondo volo      |

## Parametri della missione
- Perigeo: 384 km
- Apogeo: 396 km
- Inclinazione: 51,6°
- Periodo: 1 ora e 32 minuti
- Aggancio: 17 aprile 2005, 02:20:23 UTC
- Sgancio: 10 ottobre 2005 21:49:14 UTC
- Durata dell'attracco: 179 giorni, 23 minuti